# Echo (còmic)
Echo és una sèrie de còmics escrita i dibuixada per Terry Moore, iniciada el 2008 i publicada de manera independent sota el seu segell Abstract Studio. Es tracta d'una obra de ciència-ficció, un gènere molt diferent de la comèdia romàntica que va ser la sèrie anterior de Moore, Strangers in Paradise. Consta de 30 números, que van ser publicats entre el març de 2008 i el juny de 2011.
La història d'Echo gira al voltant de Julie, una jove fotògrafa que descobreix sense voler un vestit de batalla d'alta tecnologia, l'explosió del qual acaba convertint-la en una arma viva que l'excèrcit vol recuperar. Moore ha dit que la premissa d'Echo és una dona que viu en els Estats Units contemporanis que s'enfronta a un canvi sobtat i increïble a la seva vida diària. Aborda el tema de la sexualització dels personatges femenins en el còmic de superherois.

## Argument
Mentre fa fotografies al desert, Julie Martin és testimoni de l'explosió d'un vestit de batalla i el seu pilot, el resultat final d'un exercici de munició real. El vestit, ara reduït a petits pellets, plou sobre la Julie i la seva camioneta. Els pellets són pesats, aterren amb una força important i s'adhereixen tant a Julie com al seu camió. La Julie torna a casa, encara coberta de pellets, i escolta un missatge de veu del seu marit, que insisteix que signi els papers de divorci. Julie intenta treure els pellets que s'han enganxat a ella, però aquests s'estenen i s'uneixen a bona part del seu cos.
Julie decideix buscar atenció mèdica per treure la substància metàl·lica del seu cos. Quan obre la porta del seu camió, més pellets s'uneixen a la seva pell. Les espatlles i el pit de Julie estan gairebé completament coberts per la substància metàl·lica en aquest punt, i la substància ara porta un símbol desconegut. Quan un metge toca la substància, aquesta reacciona arrancant-li l'ungla, mentre que Julie no sent més que un formigueig i una mica de calor. El metge creu que la situació és una broma horrible i es nega a tractar Julie. Mentrestant, els desenvolupadors del vestit de batalla (HeNRI) han confirmat la presència de Julie a l'escena de l'explosió i han enviat una dona jove coneguda com Ivy (malgrat les objeccions de l'exèrcit) per localitzar Julie.
Julie és ajudada per Dillon Murphy, un guardaparc que era el xicot d'Annie, l'anterior propietària del vestit. Ivy finalment forma equip amb Julie i Dillon per ajudar-los a escapar i aturar el Dr. Foster de HeNRI, que planeja utilitzar l'aliatge per alimentar un dispositiu de forat negre.
Durant la seva llarga carrera des de l'exèrcit, Julie descobreix diverses coses sobre la seva placa metàl·lica. Sembla vinculada al seu sistema nerviós, aprofitant el seu estat emocional per aconseguir diversos poders, inclòs, entre d'altres, una poderosa capacitat de curació capaç de reparar els danys físics al seu cos i els de les persones per les quals Julie és capaç de sentir un fort vincle empàtic o activar una descàrrega nuclear per protegir-la dels danys quan té por o s'enfada. A més, l'anterior propietaria del vestit, Annie Trotter, sembla que d'alguna manera va imprimir la seva personalitat al metall, fent-se ressò de vegades en la ment de Julie. L'aliatge també millora la forma física de Julie, fent-la notablement més alta i poderosa. El contacte directe prolongat de Julie amb Ivy també fa que Ivy disminueixi la seva edat física i torni a la seva preadolescència.

## Personatges
- Julie Martin: una jove fotògrafa que viu a prop del desert, on és testimoni de la destrucció del Beta Suit. S'enfronta a diverses dificultats, que van des de retardar el seu divorci fins a no poder alimentar el seu gos, Max. Anímicament està molt afectada per la sitació que viu la seva germana Pam, que pateix una malaltia greu i és en un hospital psiquiàtric.[11][8]
- Ivy Raven: una agent de la NSB, les forces de seguretat, que va avisar en Cooper per trobar Julie Martin. Ivy té una filla petita, Lulu.
- Dillon Murphy: un guarda del parc estatal de Califòrnia que va servir a l'exèrcit durant sis anys i és el xicot d'Annie. Busca respostes a la desaparició de la seva parella i ajuda Julie a escapar de HeNRI i de l'exèrcit.[8]
- Dra. Annie Trotter: una científica de l'Institut Nuclear Heitzer (HeNRI) i una pilot de proves; és l'anterior posseïdora del vestit del projecte Phi, una nova arma biològica, i va morir provant-lo.[8]
- Cain: un vagabund sense llar que pot ser el Caín bíblic. Cain també ha estat exposat a la pluja simbiòtica i nuclear, i la seva mà dreta està semirevestida amb l'aliatge. Ataca Julie diverses vegades, en una recerca per aconseguir la resta del vestit i també per destruir-se a si mateix.[8]
- Professor Foster: responsable del projecte Phi a HeNRI.
- Jack Cooper: assistent del professor Foster a HeNRI, assignat per localitzar i aturar Julie.
- Hong Liu: un investigador de HeNRI que construeix una arma per desactivar el vestit beta. La part inferior de la cara de Liu és volada en una explosió, i després intenta desactivar l'aliatge de Julie.

## Publicació

### Història
Moore va anunciar el novembre de 2007 que començaria a publicar de manera independent una nova sèrie a partir del març de 2008. Echo va tenir 30 números, publicats aproximadament mensualment; el primer número es va publicar el 5 de març de 2008, i va concloure el juny de 2011, amb col·leccions periòdiques de cinc números cadascun. Després de la conclusió d''Echo, es va publicar una única col·lecció de tota la sèrie. L'obra, seguint l'estil del treball anterior de Moore, és en blanc i negre amb les portades a color.
El 2017, Moore va dir que Echo està ambientat en el mateix univers de ficció que les seves altres obres, Strangers in Paradise, Rachel Rising i Motor Girl, i que els personatges podrien tornar al llibre de 2018 Strangers in Paradise XXV.

### Recopilacions
| Núm. | Títol                       | Material recopilat | Data de publicació | ISBN                   |
| ---- | --------------------------- | ------------------ | ------------------ | ---------------------- |
| 1    | Echo: Moon Lake Volum 1     | Números 1–5        | Agost de 2008      | ISBN 1-892597-40-3     |
| 2    | Echo: Atomic Dreams Volum 2 | Números 6–10       | Juny de 2009       | ISBN 1-892597-41-1     |
| 3    | Echo: Desert Run Volum 3    | Números 11–15      | Octubre de 2009    | ISBN 1-892597-43-8     |
| 4    | Echo: Collider Volum 4      | Números 16–20      | Abril de 2010      | ISBN 1-892597-44-6     |
| 5    | Echo: Black Hole Volum 5    | Números 21–25      | Desembre de 2010   | ISBN 1-892597-46-2     |
| 6    | Echo: The Last Day Volum 6  | Números 26–30      | Juliol de 2011     | ISBN 1-892597-47-0     |
|      | Echo: The Complete Edition  | Números 1–30       | Agost de 2011      | ISBN 978-1-892597-48-9 |

## Acollida
A Comic Book Roundup, la sèrie té una puntuació de 8,4 sobre 10 basada en 23 ressenyes. Jess Schedeen, d'IGN, va donar al primer número un 8,3 sobre 10 i va escriure que "els fans de Moore definitivament no estaran decebuts amb el seu nou projecte"; va donar al segon número un 8,4 sobre 10 i va considerar que s'hauria d'haver fusionat amb el primer. Brian Cronin, de Comic Book Resources, revisant el debut, el va recomanar als lectors. Steven M. Bari, de Comics Bulletin, va donar al primer número 4 de 5 bales i va comparar el còmic amb un altre de Moore: Strangers in Paradise.
Amb Echo, publicada des de març de 2008, Moore va estar nominat al premi Eisner a la Millor sèrie de 2009 i de 2011, quan també va ser-ho al Millor artista/escriptor i també al Harvey al Millor còmic, premi que finalment va rebre per la Millor sèrie nova de 2008. Echo li va valer també una nominació al premi de la National Cartoonist Society al Millor còmic el 2010.

## Obra derivada
Moore va vendre'n els drets cinematogràfics per fer-ne una pel·lícula el 2009, que havia d'estar produïda per Lloyd Levin (Watchmen, Hellboy, Hellboy II). Inicialment s'esperava que la pel·lícula comencés a produir-se a finals de 2011, però el 2012, Moore va anunciar al seu Tumblr que tant els drets cinematogràfics i televisius d''Echo com els de Strangers in Paradise tornaven a ser seus i que estaven disponibles.